# 奇里基省
奇里基省（西班牙語：Provincia de Chiriquí）是巴拿馬的一個省，首府為戴維。然而，該省位於巴拿馬西部，面向太平洋奇里基灣。
面積6,547平方公里，2006年估計人口409,483人。
下分13縣、96市。